# Diploglossus millepunctatus
El lagarto punteado (Diploglossus millepunctatus) es una especie de reptil de la familia Diploglossidae, género Diploglossus. Puede medir hasta 27 cm

## Distribución geográfica
Diploglossus millepunctatus es una especie endémica de la Isla de Malpelo, en el departamento del Valle del Cauca en Colombia. Es una de las tres especies endémicas de reptiles que habitan la isla junto a Anolis agassizi y Phyllodactylus transversalis.

## Hábitat
D. millepunctatus se encuentra en toda la isla, desde el límite del agua hasta la cima (376.4 m). Al vivir en las cercanías al mar, D. millepunctatus posee la capacidad de nadar.

## Población y tamaño
Se ha estimado la densidad de D. millepunctatus en 1 por cada 10 m², con un tamaño que varia entre 180 a 260 mm de largo, los más jóvenes poseen en promedio 77 mm. La reproducción parece ser por temporadas o errática.

## Dieta
Su rango de presas es amplio, se han datado desde insectos y gusanos hasta cangrejos (Gecarcinus malpilensis) e inclusive plumas, que fueron encontradas en sus estómagos.